# Toma del Cerro Tokio
La Toma del Cerro Tokio o Ataque al cerro Tokio fue un ataque perpetrado por las Fuerzas Armadas Revolucionarias de Colombia - Ejército del Pueblo (FARC-EP) el 10 de marzo de 2001 en el Cerro Tokio de Dagua (Valle del Cauca) en el marco del conflicto armado interno en Colombia. Las FARC-EP atacaron el centro de comunicaciones de la Armada Nacional a 2.400 metros de altura, con aproximadamente 300 hombres.

## Antecedentes
En esta región del Valle del Cauca se registraban enfrentamientos y presencia de las FARC-EP, el ELN, el Cartel de Cali y grupos paramilitares como el Bloque Calima de las AUC. Las FARC-EP realizaron bloqueos en las carreteras, reclutamiento y secuestros en la región.

## Ataque
En la madrugada del 10 de marzo de 2001, 300 guerrilleros de las FARC-EP atacaron con cilindros y ráfagas de fusil la base de comunicaciones del cerro Tokio, en Dagua (Valle), custodiada por 75 infantes de marina, los sistemas de seguridad no funcionaron.murieron 2 oficiales, 2 suboficiales y 12 infantes de marina, otros 19 resultaron heridos. También murió un civil y la nación fue condenada.

## Capturas
Fueron capturados alias 'Santiago' que habría participado en la Toma,y también alias 'Alquímedes' y abatido alias 'Tomate'